# Martín Guarino
Martin Guarino (Buenos Aires, Argentina, 18 de abril de 1990) es un futbolista argentino que se desempeña como lateral y actualmente integra el plantel de Instituto Atlético Central Córdoba que milita en la Primera B Nacional de Argentina.

## Clubes
| Club                               | País         | Año             |
| ---------------------------------- | ------------ | --------------- |
| PEC Zwolle                         | Países Bajos | 2009 - 2011     |
| Defensa y Justicia                 | Argentina    | 2011 - 2013     |
| Instituto Atlético Central Córdoba | Argentina    | 2013 - Presente |